# Saselbek
De Saselbek is een waterloop in het noordoosten van Hamburg

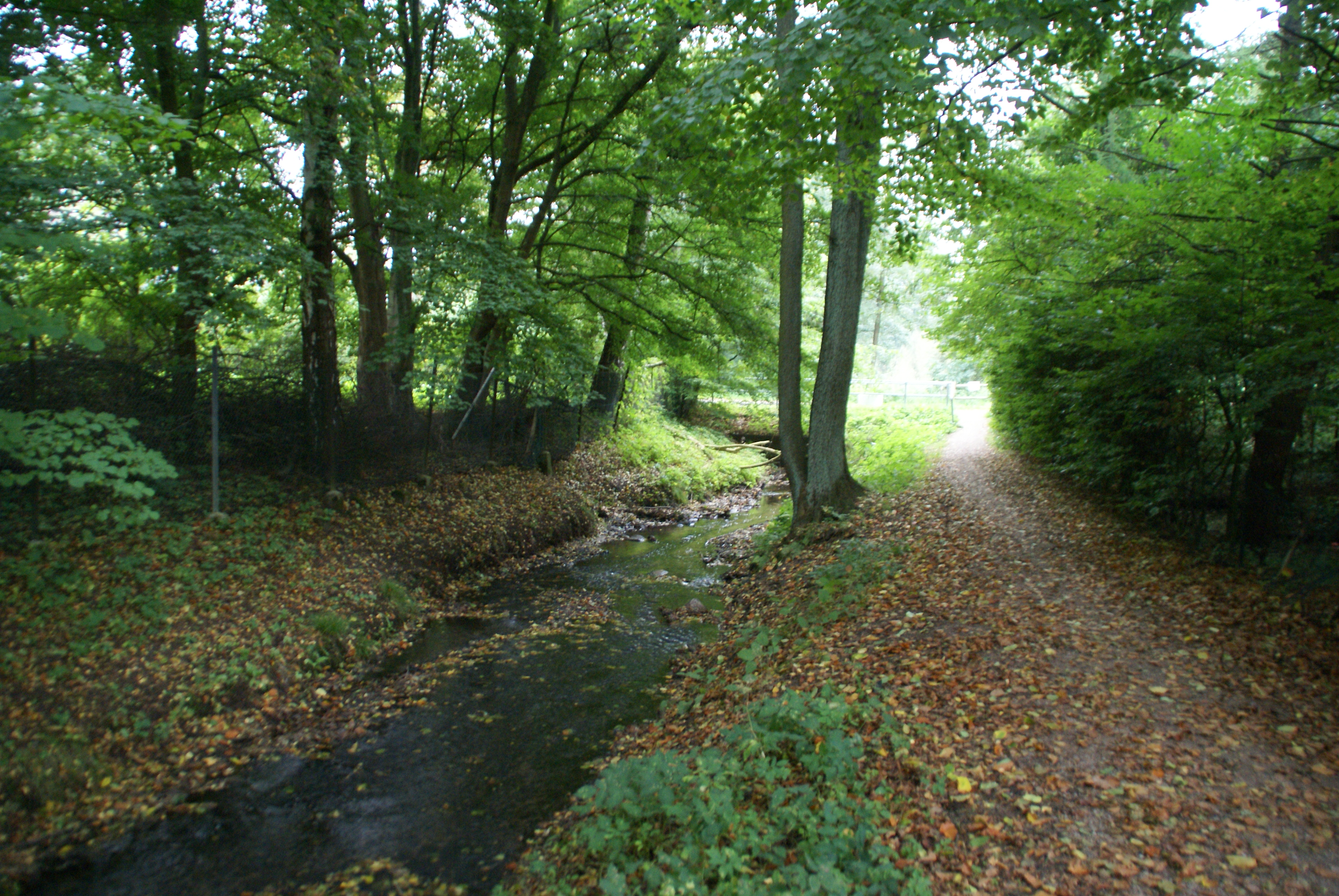
De Saselbek als Grens tussen Sasel en Bergstedt

## Loop
De Saselbek start als overloop van de Allhornteich in Volksdorf en stroomt in westelijke richting door het centrum van  Volksdorf, het natuurgebied Volksdorfer Teichwiesen, wordt de grens tussen  Bergstedt en Sasel, en gaat dan noordwestelijk door het natuurgebied Hainesch/Iland.
Bij de Alten Mühle stroomopwaarts van de Mellinburger Schleuse stroomt de Saselbek in de Alster.
In de steile oevers van de benedenloop nestelen ijsvogels.

## Referentie
- Dit artikel of een eerdere versie ervan is een (gedeeltelijke) vertaling van het artikel Saselbek op de Duitstalige Wikipedia, dat onder de licentie Creative Commons Naamsvermelding/Gelijk delen valt. Zie de bewerkingsgeschiedenis aldaar.